# Jonathan Wang
Pour les articles homonymes, voir Wang et Wang (patronyme).
Jonathan Wang (en chinois :王慶, pinyin : wáng qìng) est un producteur de films américano-taïwanais.
Il est surtout connu pour Everything Everywhere All at Once (2022) et Swiss Army Man (2016). Il est le collaborateur et producteur de longue date du duo de réalisateurs Daniels (Daniel Scheinert et Daniel Kwan).

## Biographie
Jonathan Wang commence sa carrière dans la production de vidéoclips et se tourne ensuite vers les longs métrages avec son premier long métrage Swiss Army Man, qui a remporté le Sundance 2016 US Dramatic Directing Award,. Depuis lors, il produit plusieurs longs métrages, dont Everything Everywhere All at Once, qui est devenu le film A24 le plus rentable de tous les temps.

## Filmographie partielle
- 2016 : Swiss Army Man
- 2019 : The Death of Dick Long
- 2021 : False Positive
- 2022 : Everything Everywhere All at Once
- 2025 : La Légende d'Ochi (The Legend of Ochi) d'Isaiah Saxon